# Zapasy na Igrzyskach Wspólnoty Narodów 2022
Zapasy na Igrzyskach Wspólnoty Narodów 2022, odbyły się w dniach 5–6 sierpnia 2022 w kompleksie sportowym Coventry Stadium & Indoor Arena.

## Tabela medalowa
Gospodarz zawodów został zaznaczony kolorem.
| Poz.    | Państwo           |    |    |    | Łącznie |
| 1       | Indie             | 6  | 1  | 5  | 12      |
| 2       | Kanada            | 3  | 5  | 4  | 12      |
| 3       | Nigeria           | 3  | 2  | 2  | 7       |
| 4       | Pakistan          | 0  | 3  | 2  | 5       |
| 5       | Południowa Afryka | 0  | 1  | 0  | 1       |
| 6       | Anglia            | 0  | 0  | 3  | 3       |
| 7       | Australia         | 0  | 0  | 2  | 2       |
| 8       | Kamerun           | 0  | 0  | 1  | 1       |
| 8       | Nowa Zelandia     | 0  | 0  | 1  | 1       |
| 8       | Sri Lanka         | 0  | 0  | 1  | 1       |
| Łącznie | Łącznie           | 12 | 12 | 21 | 45      |

## Wyniki

### Mężczyźni styl wolny
| Kat. wagowa |                 |                    |                             |
| ----------- | --------------- | ------------------ | --------------------------- |
| 57 kg       | Ravi Kumar      | Ebikweminmo Welson | Darthe Capellan Ali Asad    |
| 65 kg       | Bajrang Kumar   | Lachlan McNeil     | Inayat Ullah George Ramm    |
| 74 kg       | Naveen          | Muhammad Tahir     | Ogbonna John Jasmit Phulka  |
| 86 kg       | Deepak Punia    | Muhammad Inam      | Alex Moore Jayden Lawrence  |
| 97 kg       | Nishan Randhawa | Nicolaas De Lange  | Deepak Nehra Thomas Barns   |
| 125 kg      | Amarveer Dhesi  | Zaman Anwar        | Mandhir Kooner Mohit Grewal |

### Kobiety styl wolny
| Kat. wagowa |                    |                  |                                  |
| ----------- | ------------------ | ---------------- | -------------------------------- |
| 50 kg       | Mercy Genesis      | Madison Parks    | Pooja Gehlot                     |
| 53 kg       | Vinesh Phogat      | Samantha Stewart | ----                             |
| 57 kg       | Odunayo Adekuoroye | Anshu Malik      | Hannah Taylor Nethmi Poruthotage |
| 62 kg       | Sakszi Malik       | Ana Godinez      | Esther Kolawole Berthe Etane     |
| 68 kg       | Blessing Oborududu | Linda Morais     | Divya Kakran Tayla Ford          |
| 76 kg       | Justina Di Stasio  | Hannah Rueben    | Georgina Nelthorpe Pooja Pooja   |